# Pogon atricoxis
Pogon atricoxis är en insektsart som beskrevs av Kirby. Pogon atricoxis ingår i släktet Pogon och familjen hornstritar. Inga underarter finns listade i Catalogue of Life.